# Татаренко Алла Леонідівна
А́лла Леоні́дівна Тата́ренко (нар. 27 вересня 1962, Львів) — українська славіст, перекладач, історик літератури, літературний критик. Завідувач кафедри слов'янської філології, професор Львівського національного університету ім. Івана Франка.

## Кар'єра
Професор кафедри слов'янської філології Львівського національного університету ім. Івана Франка. Член Капітули ордена часопису «Ї», член редакційної колегії українсько-сербського збірника УКРАС, позаштатний кореспондент редакції культури Белградського радіо (Друга програма). Член Українського ПЕН. Дружина Віктора Дмитрука.

### Переклади
- Данило Кіш — «Енциклопедія мертвих» (Львів: Класика, 1998)
- Данило Кіш — «Гробниця для Бориса Давидовича» (Львів: Класика, 2000)
- Мілорад Павич — «Зоряна мантія» (Львів: Класика, 2002)
- Борислав Пекич — «Новий Єрусалим» (Львів: ЛА Піраміда, 2007)
- Данило Кіш — «Книга любові і смерті» (Львів: ЛА Піраміда, 2008)
- Горан Петрович — деякі оповідання з книги «Острів та інші видіння»
- Горан Петрович — «Крамничка „З легкої руки“» (Київ: Видавничий дім «Комора», 2017)
- Звонко Каранович — «Барабани і струни, магістраль і ніч» (Львів: ЛА Піраміда, 2011)

### Упорядник
- Сава Дам'янов «Антологія сербської постмодерністичної фантастики» (Львів: Піраміда, 2004)
- Антологія сучасної хорватської прози «Хорватська мозаїка» (Харків: Фоліо, 2006)
- «Нездоланний ерос оповіді» (Львів: Кальварія, 2009)